# Contus

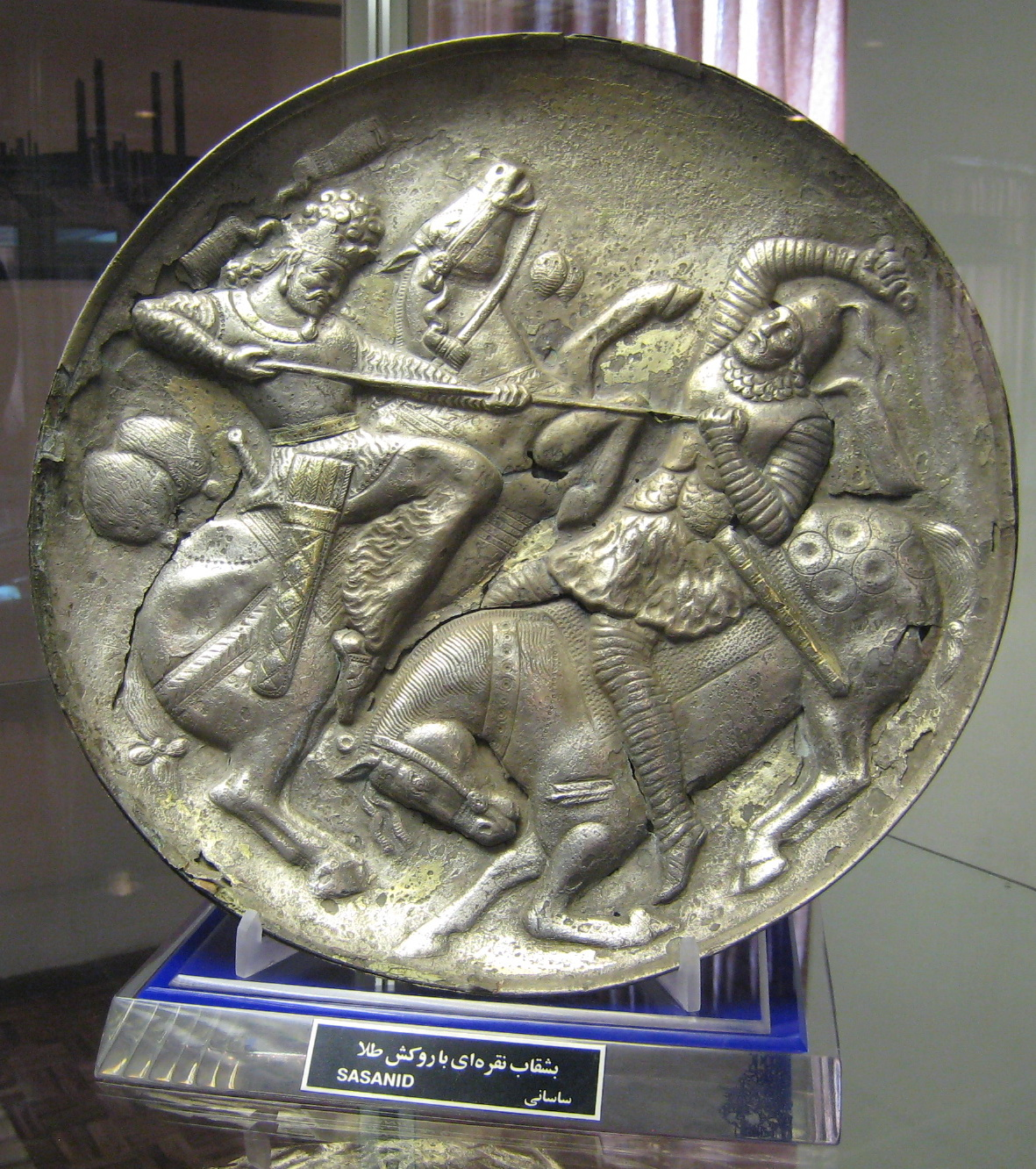
Cavalier sassanide portant le contus.

Le contus ou kontos (en grec ancien κοντός / kontos) est une longue lance de cavalerie utilisée durant l'Antiquité notamment par les Sarmates et les Alains. Cette arme, qui se manie à deux mains, est réputée d'une grande puissance par rapport aux autres armes de cavalerie de son époque.

## Historique
Le  kontos est le nom grec d'un type de longue lance de cavalerie utilisé par les peuples iraniens. Un changement dans la terminologie utilisée pour décrire les armes des Sarmates indique qu'il serait apparu entre le début et le milieu du IIIe siècle apr. J.-C. Il a probablement été développé à partir de lances plus courtes, comme le xyston en usage dans la cavalerie macédonienne.

## Caractéristiques
Le contus mesure environ 4 m à 4,5 m de longueur. Il est très lourd étant donné son usage pour les charges de cavalerie lourde ; son poids est tel qu'il peut l'amener à se plier. Il est décrit par Plutarque comme étant « lourde comme l'acier » et capable d'empaler deux hommes à la fois[réf. nécessaire]. Sa longueur est probablement à l'origine de son nom, car kontos signifie « rame » ou « péniche » en grec. Il est nécessaire de le manier à deux mains tout en dirigeant le cheval à l'aide des genoux, ce qui en fait une arme spécialisée qui nécessite beaucoup d'entraînement et une bonne maîtrise de l'équitation. La position du cavalier (sans selle à l'époque) n'en est que plus inconfortable et la suprématie sur le champ de bataille des cavaliers lourds (notamment les cataphractaires sarmates ou alains) n'est venue qu'avec l'invention des étriers (apportés par les Parthes) qui donnent au cavalier une tenue stable et peu contraignante sur sa monture.
Le contus est l'arme de prédilection des cavaliers lourds sarmates et alains, dont un certain nombre sont engagés dans l'armée romaine, ce qui explique la translittération de kontos en contus. Il est aussi en usage chez les cavaliers lourds sassanides qui reprennent (sous le nom de nēzak) le contus des Parthes, d'une longueur de 3,7 m avec une lame en fer en forme d'épée de 23,2 cm à 37,5 cm. L'usage du contus est attesté une dernière fois chez les cataphractaires byzantins vers 1100. Il est alors utilisé à une main, couché sous l'aisselle tout comme la lance des chevaliers de l'époque.